# Щеглы (Львовская область)
Щеглы (укр. Щиглі) — село в Яворовской городской общине Яворовского района Львовской области Украины.
Население по переписи 2001 года составляло 92 человека. Занимает площадь 0,16 км². Почтовый индекс — 81067. Телефонный код — 3259.